# Eremias arguta
Eremias arguta là một loài thằn lằn trong họ Lacertidae. Loài này được Pallas mô tả khoa học đầu tiên năm 1773.

## Hình ảnh

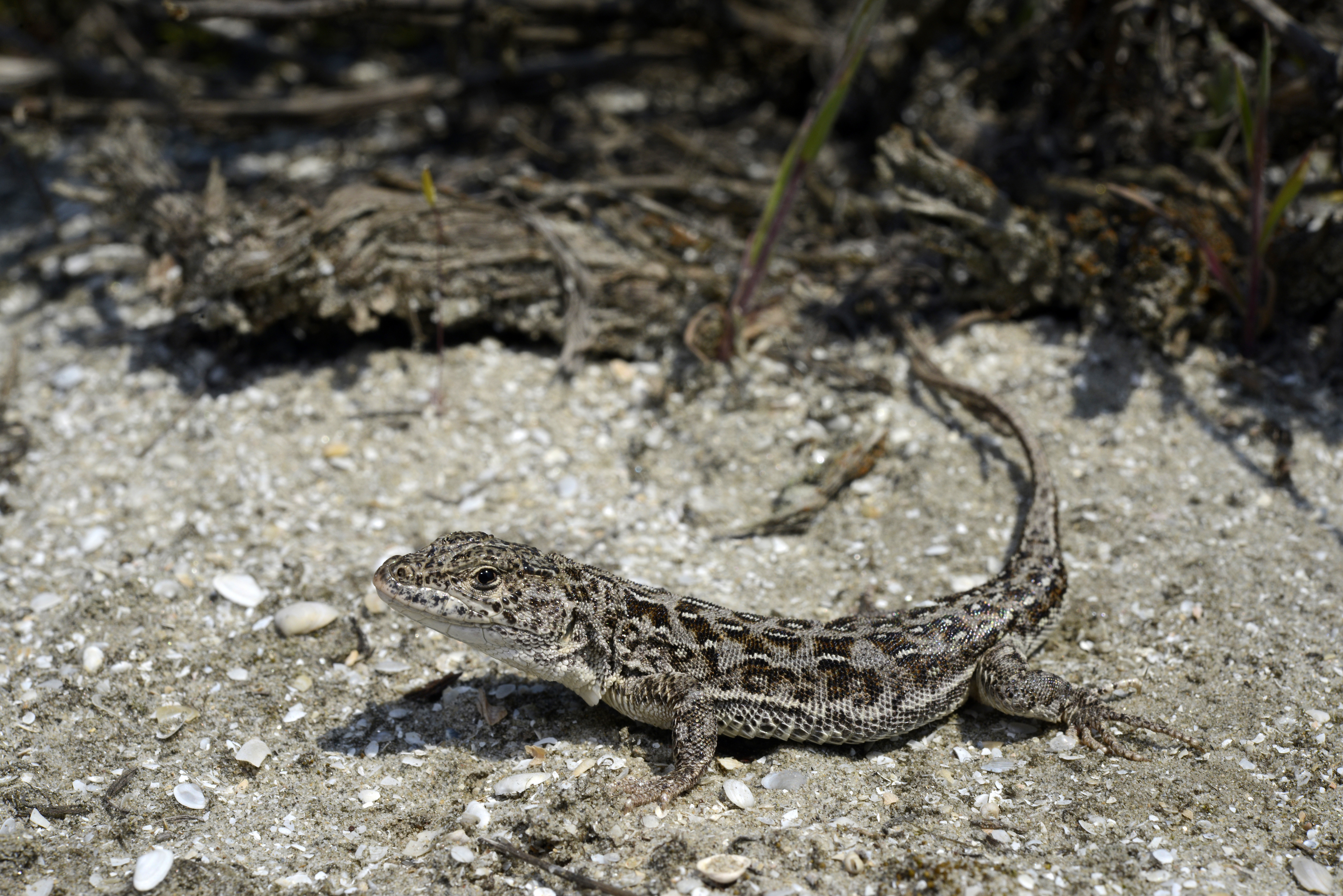
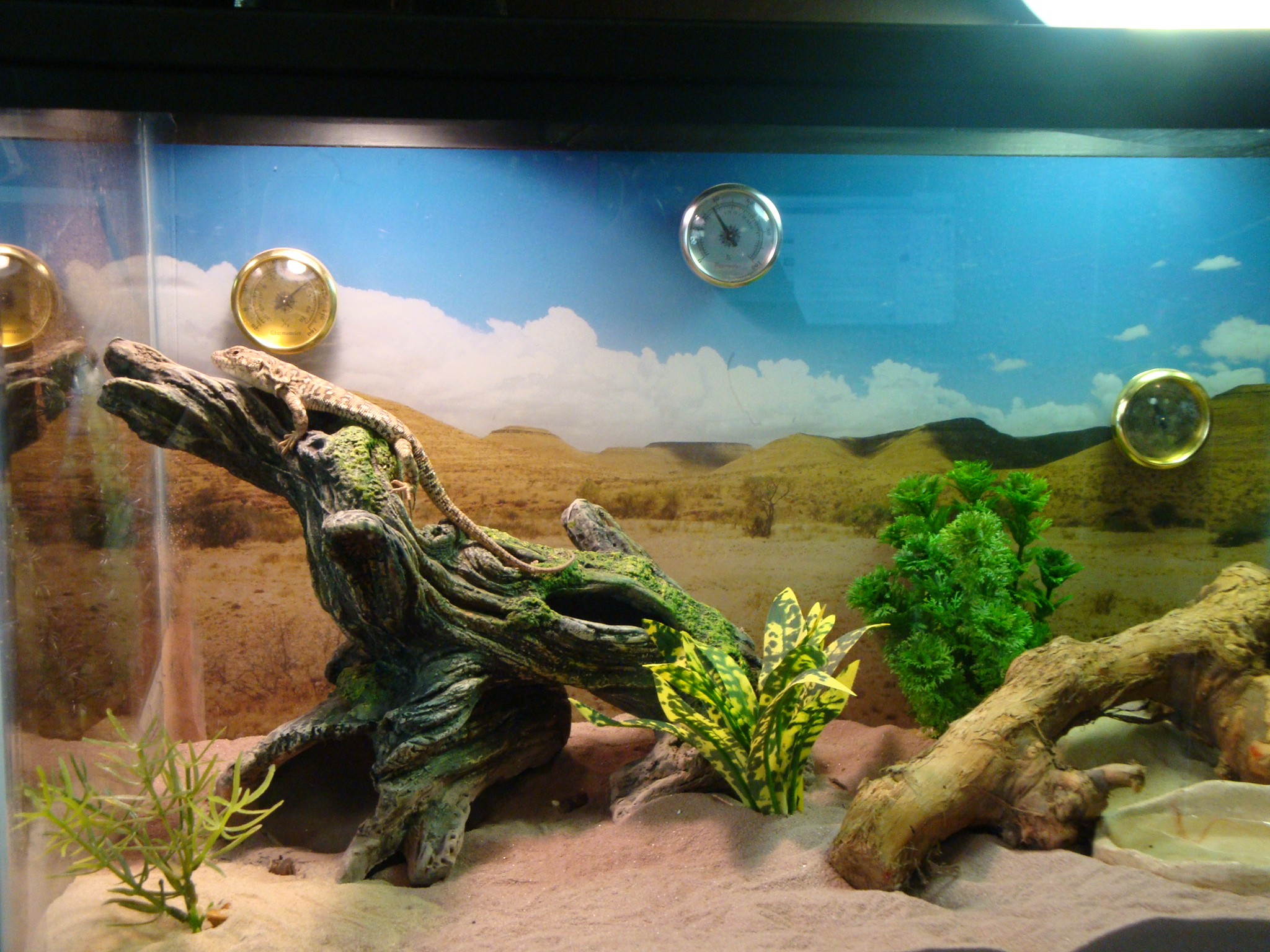
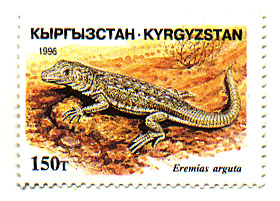
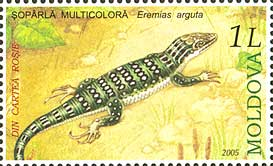